# Ley para la igualdad de trato (España)
La Ley 15/2022, de 12 de julio, integral para la igualdad de trato y la no discriminación, conocida como la Ley Zerolo en honor a Pedro Zerolo, su principal promotor, es una ley española que tiene como objeto garantizar y promover el derecho a la igualdad de trato y no discriminación, así como respetar la igual dignidad de las personas en desarrollo de los artículos 9.2, 10 y 14 de la Constitución. A estos efectos, la ley regula derechos y obligaciones de las personas, físicas o jurídicas, públicas o privadas, establece principios de actuación de los poderes públicos y prevé medidas destinadas a prevenir, eliminar, y corregir toda forma de discriminación, directa o indirecta, en los sectores público y privado.

## Antecedentes
Aunque la ley se aprobó en 2022, sus origines se encuentran en 2008. Por aquel entonces, el Partido Socialista Obrero Español (PSOE) incluyó en su programa electoral para las elecciones generales de ese año una ley que incluyera todas las formas de discriminación así como garantizara la plena igualdad de los ciudadanos. No fue, sin embargo, hasta mayo de 2011 cuando el Consejo de Ministros aprobó y remitió a las Cortes Generales el proyecto de ley integral para la igualdad de Trato y la no discriminación. Unos meses más tarde, el presidente del Gobierno, José Luis Rodríguez Zapatero, disolvió el Parlamento y llamó a elecciones anticipadas, por lo que el proyecto decayó y no se recuperó hasta 2021, año en el que el PSOE presentó en el Congreso de los Diputados una proposición de ley que acabó aprobándose definitivamente el 30 de junio de 2022. Entró en vigor el 14 de julio de 2022.

## Estructura
La Ley integral para la igualdad de trato y la no discriminación se estructura en seis títulos:
- En el Título preliminar se establece el objeto de la ley así como los ámbitos objetivo y subjetivo de aplicación de la misma.
- El Título I está dedicado a la regulación en todos los ámbitos del Derecho a la igualdad de trato y no discriminación, así como a otros derechos relacionados y a la concreción de definiciones, interpretaciones y responsabilidad de otros sujetos distintos al autor material de la discriminación.
- El Título II regula la obligación de establecer herramientas que garanticen la igualdad y la no discriminación, los efectos que tienen estos hechos si se llegaran a producir y las diferentes formas de protección que existen.
- El Título III habilita al Gobierno de la Nación para crear un organismo independiente que garantice lo establecido en la ley.
- El Título IV recoge los tipos de infracciones que prevé la ley así como las sanciones correspondientes.
- El último título, el Título V, regula ciertas obligaciones para los poderes públicos: atención e información a las víctimas, concienciación y apoyo a las entidades dedicadas a la prevención de discriminaciones.

## Contenido

### Título preliminar
En el inicio del Título preliminar de la ley se establece su objeto, ya mencionado al inicio del artículo. Cabe destacar que se considera una ley de desarrollo de los artículos 9.2, 10 y 14 de la Constitución, que dicen lo siguiente:

«Corresponde a los poderes públicos promover las condiciones para que la libertad y la igualdad del individuo y de los grupos en que se integra sean reales y efectivas; remover los obstáculos que impidan o dificulten su plenitud y facilitar la participación de todos los ciudadanos en la vida política, económica, cultural y social.»
Artículo 9.2 de la Constitución española

«1. La dignidad de la persona, los derechos inviolables que le son inherentes, el libre desarrollo de la personalidad, el respeto a la ley y a los derechos de los demás son fundamento del orden político y de la paz social.
2. Las normas relativas a los derechos fundamentales y a las libertades que la Constitución reconoce se interpretarán de conformidad con la Declaración Universal de Derechos Humanos y los tratados y acuerdos internacionales sobre las mismas materias ratificados por España.»
Artículo 10 de la Constitución española

«Los españoles son iguales ante la ley, sin que pueda prevalecer discriminación alguna por razón de nacimiento, raza, sexo, religión, opinión o cualquier otra condición o circunstancia personal o social.»
Artículo 14 de la Constitución española

En cuanto al ámbito subjetivo (artículo 2); la ley reconoce el derecho a la igualdad de trato y no discriminación a toda persona, independientemente de su nacionalidad, su edad, o si tienen residencia legal o no. Asimismo, prohíbe la discriminación por razón de nacimiento, origen racial o étnico, sexo, religión, convicción u opinión, edad, discapacidad, orientación o identidad sexual, expresión de género, enfermedad o condición de salud, estado serológico y/o predisposición genética a sufrir patologías y trastornos, lengua, situación socioeconómica, o cualquier otra condición o circunstancia personal o social. Por otra parte, vincula al sector público (en lo que concierne a esta ley; Administración General del Estado, Administraciones de las comunidades autónomas, Administración Local, Administración de Justicia, sector público institucional (en los términos establecidos en el artículo 2.2 de la Ley 39/2015, de 1 de octubre, del Procedimiento Administrativo Común de las Administraciones Públicas) y las asociaciones y fundaciones constituidas por las Administraciones, entes, organismos y entidades que integran el sector público) y a las personas físicas o jurídicas de carácter privado que residan, se encuentren o actúen en territorio español, cualquiera que fuese su nacionalidad, domicilio o residencia.
Por último, este título se cierra regulando el ámbito objetivo de la ley, que se aplica al empleo (tanto público como privado, en todas sus modalidades y en todo el proceso), a la afiliación y participación en organizaciones políticas, sindicales, empresariales, profesionales y de interés social o económico, en la educación, en la sanidad, al transporte, en la cultura, en el ámbito de la seguridad ciudadana y de la administración de justicia, en la protección social, las prestaciones y los servicios sociales, en el acceso, oferta y suministro de bienes y servicios a disposición del público, incluida la vivienda, que se ofrezcan fuera del ámbito de la vida privada y familiar, en el acceso y permanencia en establecimientos o espacios abiertos al público, así como el uso de la vía pública y estancia en la misma, a la Publicidad, medios de comunicación y servicios de la sociedad de la información, en Internet, redes sociales y aplicaciones móviles; en las actividades deportivas y en la inteligencia artificial y gestión masiva de datos, así como otras esferas de análoga significación.

### Título I
El Título I es uno de los más relevantes. En él se regula el Derecho a la igualdad de trato y no discriminación en todos los ámbitos; asimismo, además de un derecho, se le considera un principio informador del ordenamiento jurídico y, como tal, se integrará y observará con carácter transversal en la interpretación y aplicación de las normas jurídicas.

#### Por ámbitos
Empleo por cuenta ajena
La ley prohíbe establecer limitaciones, segregaciones o exclusiones por razón de las causas previstas en esta ley para el acceso al empleo por cuenta ajena, público o privado, incluidos los criterios de selección, en la formación para el empleo, en la promoción profesional, en la retribución, en la jornada y demás condiciones de trabajo, así como en la suspensión, el despido u otras causas de extinción del contrato de trabajo. Se entenderán discriminatorios los criterios y sistemas de acceso al empleo, público o privado, o en las condiciones de trabajo que produzcan situaciones de discriminación indirecta por razón de las causas previstas en esta ley. Asimismo, prohíbe expresamente que el empleador pregunte aspirante al puesto sobre sus condiciones de salud.
Lo anterior tampoco se permite llevarlo a cabo amparado en la negociación colectiva, si bien sí se permite acordar acciones positivas para terminar o corregir, en su caso, con las situaciones de discriminación que pudieran existir, así como para prevenirlas.
Empleo por cuenta propia
Al igual que en el empleo por cuenta ajena, no se pueden establecer segregaciones o exclusiones por las causas previstas en esta ley en el acceso al ejercicio y en el desarrollo de una actividad por cuenta propia.
Organizaciones políticas, sindicales, empresariales, profesionales y de interés social o económico
Todas estas organizaciones y similares están obligadas a respetar el derecho a la igualdad de trato y no discriminación en la adhesión, inscripción o afiliación, su estructura orgánica y funcionamiento, la participación y el disfrute de cualquiera de las ventajas que ofrezcan a sus miembros.
En este sentido, los poderes públicos tiene la obligación de apoyar a colectivos y organizaciones legalmente constituidas que realicen actividades de sensibilización, asesoramiento y formación en defensa de estos derechos, así como de asistencia a víctimas y personación judicial en procedimientos. Asimismo, deben promover, fomentar y apoyar a las organizaciones sociales en las actividades de celebración de fechas conmemorativas, actos y eventos que contribuyan a promover los derechos humanos, la igualdad, la libertad, la tolerancia y la no discriminación, así como la incorporación de códigos deontológicos congruentes con estos valores.
Educación
Las administraciones educativas, en el marco de sus respectivas competencias, tiene la obligación de tomar medidas efectivas para la supresión de estereotipos y garantizar la ausencia de cualquier forma de discriminación por razón de las causas previstas en esta ley, y en todo caso, en los criterios y prácticas sobre admisión y permanencia en el uso y disfrute de los servicios educativos, con independencia de la titularidad de los centros que los imparten. En este sentido, la ley prohíbe a los poderes públicos financiar cualquier centro educativo que imponga limitaciones de ingreso que supongan discriminación de acuerdo a las causas de esta ley (artículo 13.2).
Además de estas medidas, la ley exige una formación en estos ámbitos tanto para el profesorado como para el alumnado.
Por último, en el ámbito de la educación no formal, es decir, la que está fuera del ámbito escolar estricto, las administraciones también deben fomentar los valores democráticos y los derechos humanos.
Sanidad y servicios sociales
Las administraciones sanitarias y los servicios sociales, en el ámbito de sus competencias, deben garantizar la ausencia de cualquier forma de discriminación en el acceso a los servicios y en las prestaciones sanitarias o de los diferentes servicios sociales por razón de cualquiera de las causas previstas en esta ley. Nadie puede ser excluido de un tratamiento sanitario o protocolo de actuación sanitaria por la concurrencia de una discapacidad, por encontrarse en situación de sinhogarismo, por la edad, por sexo o por enfermedades preexistentes o intercurrentes, salvo que razones médicas debidamente acreditadas así lo justifiquen. Además de acciones para evitar discriminación, también deben promover acciones en favor de grupos de población con necesidades sanitarias específicas y, en concreto, aquellas en favor de la igualdad de trato y prevención de la discriminación.
Nadie podrá ser apartado o suspendido de su turno de atención sanitaria básica o especializada en condiciones de igualdad, ni ser excluido de un tratamiento sanitario por ausencia de acreditación documental o de tiempo mínimo de estancia demostrable.
Oferta al público de bienes y servicios
La ley prohíbe la discriminación por parte de las administraciones públicas, las entidades, empresas o particulares en el acceso a aquellos bienes y servicios que ofrezcan al público. Asimismo, no puede denegarse el acceso a la contratación de seguros o servicios financieros afines ni establecerse diferencias de trato en las condiciones de los mismos por razón de alguna de las causas mencionadas en el artículo 2 salvo las que resulten proporcionadas a la finalidad del seguro o servicio y a las condiciones objetivas de las personas solicitantes en los términos previstos en la normativa en materia de seguros.
Los sitios web y las aplicaciones informáticas tenderán a cumplir los requisitos de accesibilidad para garantizar la igualdad y la no discriminación en el acceso de las personas usuarias, en particular de las personas con discapacidad y de las personas mayores.
Seguridad ciudadana
La norma establece una obligación específica para las Fuerzas y Cuerpos de Seguridad de vitar el uso de perfiles discriminatorios que no tengan una justificación objetiva. La misma obligación se establece para el ámbito de la seguridad privada.
Administración de Justicia
Los poderes públicos, en el ámbito de sus respectivas competencias, deben velar por la supresión de estereotipos y promover la ausencia de cualquier forma de discriminación en la Administración de Justicia por razón de las causas previstas en esta ley. Asimismo, deben favorecer la información y accesibilidad a la justicia de los grupos especialmente vulnerables según las causas establecidas en esta ley.
Vivienda
Las políticas públicas de urbanismo y vivienda deben respetar el derecho a la igualdad de trato y prevenir la discriminación, incluida la segregación residencial, y cualquier forma de exclusión por cualquiera de las causas previstas en la presente ley. De manera específica, se tendrán en cuenta las necesidades de las personas sin hogar y de las que se encuentren en situación de mayor vulnerabilidad o sean más susceptibles de sufrir alguna forma de discriminación.
Los prestadores de servicios de venta, arrendamiento, intermediación inmobiliaria, portales de anuncios, o cualquier otra persona física o jurídica que haga una oferta disponible para el público, están igualmente obligados a respetar en sus operaciones comerciales el derecho a la igualdad de trato y no discriminación. En particular, la ley les prohíbe dos situaciones:
- Rehusar una oferta de compra o arrendamiento, o rehusar el inicio de las negociaciones o de cualquier otra manera de impedir o denegar la compra o arrendamiento de una vivienda, por razón de alguna de las causas de discriminación previstas en la presente ley, cuando se hubiere realizado una oferta pública de venta o arrendamiento.
- Discriminar a una persona en cuanto a los términos o condiciones de la venta o arrendamiento de una vivienda con fundamento en las referidas causas.

Establecimientos o espacios y espectáculos abiertos al público
Los criterios y prácticas sobre admisión de las personas a establecimientos o espacios abiertos al público, espectáculos públicos o actividades recreativas deben garantizar la ausencia de cualquier forma de discriminación por razón de las causas previstas en el apartado primero del artículo 2. Esto comprende tanto las condiciones de acceso a los locales o establecimientos como la permanencia en los mismos, así como el uso y disfrute de los servicios que se presten en ellos, sin perjuicio de la existencia de organizaciones, actividades o servicios destinados exclusivamente a la promoción de grupos identificados por algunas de las causas mencionadas en el artículo 2.
Las personas titulares de los establecimientos y locales a los que se refieren los apartados anteriores o las organizadoras de espectáculos públicos o actividades recreativas darán a conocer en un espacio visible los criterios y limitaciones que resulten del ejercicio del derecho de admisión.
Medios de comunicación social y publicidad, internet y redes sociales
Todos los medios de comunicación social respetarán el derecho a la igualdad de trato, evitando toda forma de discriminación en el tratamiento y formato accesible de la información, en sus contenidos y su programación. Las administraciones públicas deben promover la adopción de acuerdos de autorregulación de los medios de comunicación social, publicidad, internet, redes sociales y las empresas de tecnologías de la información y comunicación que contribuyan al cumplimiento de la legislación en materia de igualdad de trato y no discriminación e intolerancia por las razones que inspiran esta ley, y a la promoción de una imagen no estereotipada de las diferentes personas y grupos de población, incluyendo las actividades de venta y publicidad que en aquellos se desarrollen e instando a un lenguaje y mensajes contrarios a la discriminación y a la intolerancia. Asimismo, promoverán la adopción de acuerdos con las empresas y plataformas de servicios de internet que mejoren la efectividad en la prevención y eliminación de contenidos que atenten contra el derecho a la igualdad en este ámbito.
Se considera publicidad ilícita la comunicación publicitaria comercial o institucional que contenga elementos de discriminación por razón de las causas previstas en esta ley.
Inteligencia artificial
Las administraciones públicas deben favorecer la puesta en marcha de mecanismos para que los algoritmos involucrados en la toma de decisiones que se utilicen en las administraciones públicas tengan en cuenta criterios de minimización de sesgos, transparencia y rendición de cuentas, siempre que sea factible técnicamente. En estos mecanismos se incluirán su diseño y datos de entrenamiento, y abordarán su potencial impacto discriminatorio. Para lograr este fin, se promoverá la realización de evaluaciones de impacto que determinen el posible sesgo discriminatorio. Asimismo, en el ámbito de los algoritmos involucrados en procesos de toma de decisiones, priorizarán la transparencia en el diseño y la implementación y la capacidad de interpretación de las decisiones adoptadas por los mismos.
Actividades culturales y deportivas
En el desarrollo de cualquier actividad cultural o deportiva ha de respetarse el derecho a la igualdad de trato y el respeto a la dignidad de la persona, evitando toda discriminación por alguna de las causas previstas en la ley. Las administraciones públicas darán apoyo a la creación y la difusión de contenidos y estudios que contribuyan a la toma de conciencia en el ámbito cultural sobre la discriminación en todas las formas y expresiones que recoge la presente ley.

#### Otros derechos
- Derecho a la información. Las víctimas de discriminación tienen derecho a recibir información completa y comprensible.
- Derecho al asesoramiento. Las personas víctimas de discriminación tienen derecho a recibir asesoramiento relativo a su situación personal adaptado a su contexto, necesidades y capacidades. Asimismo, tiene derecho a asesoramiento jurídico gratuito en el momento inmediatamente previo a la interposición de la denuncia.

#### Definiciones e interpretación
El artículo 6 de la ley establece definiciones concretas sobre:
- Discriminación directa e indirecta.
- Discriminación por asociación y discriminación por error.
- Discriminación múltiple e interseccional.
- Acoso discriminatorio.
- Inducción, orden o instrucción de discriminar.
- Represalias.
- Medidas de acción positiva.
- Segregación escolar.

Asimismo, el artículo 7 establece que la ley debe interpretarse de acuerdo a los instrumentos internacionales aplicables de los que España sea parte en materia de derechos humanos, así como con la jurisprudencia emitida por los órganos jurisdiccionales internacionales y demás legislación aplicable, y tendrá en cuenta las recomendaciones y resoluciones adoptadas por los organismos internacionales multilaterales y regionales. Cuando se presenten diferentes interpretaciones, se deberá preferir aquella que proteja con mayor eficacia a las personas o a los grupos que sean afectados por conductas discriminatorias o intolerantes.

#### Inducción, orden o instrucción
La ley considera discriminatoria toda inducción, orden o instrucción de discriminar o de cometer una acción de intolerancia por cualquiera de las causas establecidas en esta ley y pueden conllevar responsabilidad.

### Título II
El Título II se divide en dos capítulos, uno dedicado a las garantías y otro a la promoción del derecho a la igualdad de trato y no discriminación y medidas de acción positiva.
En cuanto a las garantías, empieza estableciendo la existencia de medidas de protección y, si bien no las específica, estas deben ser suficientes para el cese de las situaciones discriminatorias. No hacerlo puede generar responsabilidades administrativas y, en su caso, penales y civiles. Asimismo, además de conseguir el cese de la situación discriminatoria, las autoridades deben asegurar la no repetición de la misma. Por otra parte, establece la nulidad de pleno derecho de todas aquellas disposiciones, actos o cláusulas de los negocios jurídicos que constituyan o causen discriminación por razón de alguno de los motivos previstos en la ley.
Sigue con el establecimiento de una responsabilidad patrimonial para quien causare la discriminación y reparando el daño, de forma que restituya a la víctima a la situación previa a la discriminación. También son responsables aquellas personas empleadoras o prestadoras de bienes y servicios cuando la discriminación, incluido el acoso, se produzca en su ámbito de organización o dirección y no hayan cumplido las obligaciones de protección.
El capítulo termina con los ámbitos judicial y administrativo. Por una parte, se garantiza la tutela judicial del derecho a la igualdad de trato y no discriminación; se legitima, además de las víctimas directas, a los partidos políticos, los sindicatos, las asociaciones profesionales de trabajadores autónomos, las organizaciones de personas consumidoras y usuarias y las asociaciones y organizaciones legalmente constituidas que tengan entre sus fines la defensa y promoción de los derechos humanos para defender los derechos e intereses de las personas afiliadas o asociadas o usuarias de sus servicios en procesos judiciales civiles, contencioso-administrativos y sociales, siempre que cuenten con su autorización expresa; se invierta la carga de la prueba, de tal forma que, si el denunciante aporta indicios fundados de la existencia de una discriminación, será la parte demandada quien deba demostrar que llevó a cabo medidas suficientes y proporcionales para cesar dicha situación. Asimismo se reconoce el papel del Ministerio Fiscal, responsables de promover y coordinar las investigaciones penales.
Por otra parte, en el ámbito administrativo, cuando una autoridad pública conozca alguna de estas situaciones discriminatorias, deberá, si fuere competente, incoar el procedimiento administrativo correspondiente o, de no serlo, comunicárselo al órgano competente. Asimismo, en el ámbito administrativo, los sindicatos, las asociaciones profesionales de trabajadores autónomos, las organizaciones de personas consumidoras y usuarias y las asociaciones y organizaciones legalmente constituidas que tengan entre sus fines la defensa y promoción de los derechos humanos, podrán tener la consideración de interesado en los procedimientos administrativos, siempre que cuenten con la autorización de la persona o personas afectadas. No será necesaria esta autorización cuando las personas afectadas sean una pluralidad indeterminada o de difícil determinación, sin perjuicio de que quienes se consideren afectados puedan también participar en el procedimiento.
En cuanto al capítulo de promoción y acciones positivas, éste autoriza a los poderes públicos a llevar a cabo aquellas acciones positivas dirigidas a hacer efectivo el derecho constitucional a la igualdad, así como a las empresas, que deberán comunicarlas a los representantes de los trabajadores o incluso pactarlas con éstos. Asimismo, obliga a la administración a todo tipo de fomento de las medidas dirigidas a la prevención de las discriminaciones en todos los ámbitos de la sociedad.
El artículo 34 recoge la Estrategia Estatal para la Igualdad de Trato y la No Discriminación, instrumento de la Administración del Estado para el impulso, desarrollo y coordinación de las políticas y los objetivos generales de su competencia establecidos en esta ley. Será aprobada cada cuatro años por el Consejo de Ministros su preparación, seguimiento y evaluación compete a la Conferencia Sectorial de Igualdad (órgano formado por el Ministerio del Gobierno de España y las Consejerías autonómicas con competencias en igualdad). En este sentido, el artículo 35 enfatiza la necesidad de colaboración entre administraciones públicas.

### Título III
El Título III crea, dentro de la Administración General del Estado, la Autoridad Independiente para la Igualdad de Trato y la No Discriminación, una autoridad administrativa independiente que actúa como la principal herramienta para la promoción y protección institucional de la igualdad de trato y la no discriminación. Su titular debe ser una persona de reconocido prestigio en el ámbito de la defensa de estos derechos y es nombrada por Real decreto del Consejo de Ministros, tras haber comparecido en las comisiones correspondientes del Congreso de los Diputados y del Senado. En el caso del Congreso, la comisión competente tiene capacidad de veto por mayoría absoluta, debiendo el Gobierno presentar otro candidato en ese caso.

### Título IV
El Título IV está dedicado al régimen de infracciones y sanciones que tienen como objetivo garantizar el cumplimiento de los dispuesto en la ley. El régimen viene a estar concebido como un régimen básico, puesto que habilita a las comunidades autónomas a desarrollarlo y a establecer una tipificación propia que se aplicaría con preferencia a este régimen básico estatal.
La norma establece tres tipos de infracciones, que son:
- Muy graves:
  - Actos u omisiones que constituyan discriminación múltiple.
  - Las conductas de acoso discriminatorio.
  - La presión grave ejercida sobre la autoridad, agente de la misma, personal funcionario o empleado público, en el ejercicio de las potestades administrativas para la ejecución de las medidas previstas en la presente ley, y en sus normas de desarrollo.
  - La comisión de una tercera o más infracción grave, siempre que en el plazo de los dos años anteriores el presunto infractor hubiera sido ya sancionado por dos infracciones graves mediante resolución administrativa firme.
- Graves:
  - Actos u omisiones que constituyan una discriminación, directa o indirecta, por asociación, por error, así como los que constituyan inducción, orden o instrucción de discriminar a una persona, en relación con otra persona que se encuentre en situación análoga o comparable.
  - Toda conducta de represalia.
  - El incumplimiento de un requerimiento administrativo específico, que no constituya una exigencia formal, formulado por el órgano administrativo al que corresponda el ejercicio de las competencias necesarias para dar cumplimiento a las previsiones de esta ley.
  - La comisión de una tercera o más infracción leve, siempre que en el plazo del año anterior el presunto infractor hubiera sido ya sancionado por dos infracciones leves mediante resolución administrativa firme.
- Leves: aquellas conductas que incurran en irregularidades formales por la inobservancia de lo establecido en la presente ley y en su normativa de desarrollo, siempre que no generen o contengan un efecto discriminatorio, ni estén motivadas en una razón discriminatoria.

Asimismo, en cuanto a las sanciones, estas van de los 300 a los 500.000 euros en función de la gravedad de la infracción.

### Título V
Por último, este último título establece las siguientes obligaciones para los poderes públicos:
- Informar a las víctimas, tanto de forma telemática como presencial.
- Prestar atención (incluye asesoramiento, asistencia de todo tipo y medidas sociales) integral real y efectiva a las víctimas.
- La realización de campañas para sensibilizar a la sociedad y divulgar la igualdad de trato y la no discriminación.
- Diseñar y poner en marcha en los colegios un protocolo específico para alertar, identificar, asistir y proteger en el caso de acoso escolar sobre los hechos protegidos por esta ley.

## Discriminación positiva
La ley ampara específicamente (artículo 4.2, principal pero no exclusivamente) y no considera discriminatorios, siempre que sean el medio adecuado, necesario y proporcionado para alcanzarlo, aquellos actos que tengan como objetivo garantizar la igualdad de trato y no discriminación.
En concreto, la ley considera acciones positivas «las diferencias de trato orientadas a prevenir, eliminar y, en su caso, compensar cualquier forma de discriminación o desventaja en su dimensión colectiva o social. Tales medidas serán aplicables en tanto subsistan las situaciones de discriminación o las desventajas que las justifican y habrán de ser razonables y proporcionadas en relación con los medios para su desarrollo y los objetivos que persigan.» (artículo 6).